# فندق أوبروي المدينة
فندق المدينة أوبروي، أحد أكبر فنادق المدينة المنورة وأقربها للمسجد النبوي الشريف.
تطل معظم غرف الفندق، وعددها 326 غرفة، مباشرة على المسجد النبوي الشريف، ويبعد حوالي 15 دقيقة عن المطار.
تتميز قاعات الحفلات والمؤتمرات في الفندق بملائمتها لجميع الأغراض كحفلات الأفراح والولائم، وتتسع لحوالي 800 شخص، كما تتسع قاعات الاجتماعات لأكثر من 1000 شخص، وهي مزودة بأحدث الوسائل السمعية والبصرية. ومن هذه القاعات قاعة الزمرد، قاعة العقيق، قاعة الفيروز.
يوفر الفندق خدمات مميزة لرجال الأعمال كتوفير الإنترنت والفاكس على مدار الساعة، كما يقدم خدمات أخرى لكافة النزلاء كالنادي الصحي وخدمة جليسة الأطفال وغيرها.